# Liste der Dark Sky Preserves in Kanada
In Kanada gibt es 27 Dark Sky Preserves mit einer gesamten Fläche von etwa 57.800 km². Die Lichtschutzgebiete machen etwa 0,6 % der Staatsfläche aus.

## Lichtschutzgebiete im Kanadischen Naturschutz
Kanada war das erste Land der Welt, das explizite Lichtschutzgebiete ausgewiesen hat, und ist bis heute in vielerlei Hinsicht führend, etwa was Anzahl (40 % aller Gebiete weltweit) wie auch Fläche (80 % der Gesamtfläche weltweit, mit um die 6 Mio. Hektar weit mehr als die ganze Schweiz) betrifft. Das liegt zum einen an dem prinzipiell guten Sternenhimmel der riesigen polarnahen Gebiete in Kanadas Norden, zum anderen aber auch an der engagierten landesweiten Astronomie.
Die Royal Astronomical Society of Canada (RASC, 1903) gründete schon 1991 ein eigenes Light-Pollution Abatement Committee, noch lange, bevor sich UNESCO oder IUCN des Themas annahmen. 1999 wurde mit den Torrance Barrens, einem Conservation Reserve (CR, auf Crown land unter dem Public Lands Act by the Ministry of Natural Resources) das weltweit erste Lichtschutzgebiet ausgewiesen. 2013 kam mit dem UNESCO-Welterbe Wood Buffalo National Park im mittleren Norden Kanadas mit fast 4½ Mio. Hektar auch das mit Abstand größte Schutzgebiet hinzu.
Die Royal Astronomical Society of Canada deklariert drei Kategorien von Schutzgebieten:
- Dark-Sky Preserve (DSP): Gebiete, in denen keine künstliche Beleuchtung sichtbar ist. Das Streulicht von außerhalb bleibt unter der natürlichen Helle des Sternhimmels.
- Urban Star Park (USP): Gebiete, in denen die künstliche Beleuchtung streng geregelt ist. Streulicht von außerhalb ist sichtbar.
- Nocturnal Preserve (NP): Entwicklungszonen für Lichtschutz, mit Fokus auf Ökologie (jüngst entwickelt; Starlight Natural Sites im Sinne der UNESCO)[4]

Aktive Maßnahmen zur Förderung der Verminderung von Lichtverschmutzung in Öffentlichkeit und den umliegenden Gemeinden sind für beide Ausweisungen gefordert.
Die genauen Kriterien folgen heute den international üblichen Standards und wurden auch von Parks Canada, der Nationalparkverwaltung, als Best Practice für alle Bundes-Schutzgebiete übernommen.

## Liste der Dark Sky Preserves
- Lage … Geokoordinaten des Gebietsmittelpunkts[Q 3]
- Fl. … Fläche in Hektar[Q 3][7]
- s. … ausgewiesen seit[Q 3]
- a. … anerkennende Institution;[Q 3] (L) … lokale Initiative
- DSAG-Klassen: 1 … Starlight Reserve (um Observatorien); 2a bzw. 2b bzw. 2c … Dark Sky Park (ökologischer Schutz); 4a bzw. 4b …  Dark Sky Outreach Site, urban/suburban resp. rural (öffentliche Orte);[Q 3] geklammert: nicht genannt[8]
- RASC-Kategorie: DSP … Dark-Sky Preserve; NP … Nocturnal Preserve; USP … Urban Star Park;[Q 2]
- Anmerkungen: naturschutzrechtlicher Schutz und Anmerkungen (sortiert sich nach internationalem Schutz sowie nach IUCN-Kategorie)

| Bezeichnung                                                   | Prov./Terr.                    | Lage | Fl.         | s.   | a.                           |                              |                              | Anmerkungen |
| ------------------------------------------------------------- | ------------------------------ | ---- | ----------- | ---- | ---------------------------- | ---------------------------- | ---------------------------- | --- |
| Ann and Sandy Cross Conservation Area                         | Alberta                        |      | 19,4        | 2015 | RASC                         | 2a                           | NP                           | Etwa 4 km westlich des Rothney Astrophysical Observatory im Foothills County                                       |
| Au Diable Vert Dark Sky Preserve                              | Québec                         |      | 1,48        | 2018 | RASC                         | 4b                           | DSP                          | Etwa 10 km südsüdöstlich von Sutton, ein in Privatbesitz befindliches Outdoor-Zentrum                              |
| Beaver Hills Dark Sky Preserve                                | Alberta                        |      | 29.300 0    | 2006 | RASC                         | 2a                           | DSP                          | im Umfeld NP Elk Island und PRA Blackfoot                                                                          |
| Bluewater Outdoor Education Centre Dark Sky Preserve          | Ontario                        |      | 130 0       | 2012 | RASC                         | 4b                           | DSP                          | um das Bluewater Outdoor Education Centre                                                                          |
| Bruce Peninsula Dark Sky Preserve                             | Ontario                        |      | 16.700 0    | 2009 | RASC                         | 2a                           | DSP                          | NP Bruce Peninsula, MNP Fathom Five                                                                                |
| Cattle Point Urban Star Park                                  | British Columbia               |      | 6,8         | 2013 | RASC                         | 4a                           | USP                          | Astropark der RASC im Uplands Park von Oak Bay                                                                     |
| Cypress Hills Dark Sky Preserve                               | Alberta / Saskatchewan         |      | 39.600 0    | 2005 | RASC                         | 2a                           | DSP                          | PP Cypress Hills, NHS Fort Walsh                                                                                   |
| Fundy Dark Sky Preserve                                       | New Brunswick                  |      | 20.600 0    | 2011 | RASC                         | 2a                           | DSP                          | auch NP/BR Fundy                                                                                                   |
| Grasslands Dark Sky Preserve                                  | Saskatchewan                   |      | 52.700 0    | 2009 | RASC                         | 2a                           | DSP                          | im Umfeld des NP Grasslands                                                                                        |
| Irving Nature Park                                            | New Brunswick                  |      | 243 0       | 2011 | RASC                         | 4a                           | USP                          | privater NP Irving, in Saint John, Bay of Fundy                                                                    |
| Jasper Dark Sky Preserve                                      | Alberta                        |      | 1.122.800 0 | 2011 | RASC                         | 2a                           | DSP                          | WHS/NP Jasper mit Umgebung                                                                                         |
| Kejimkujik Dark Sky Preserve                                  | Nova Scotia                    |      | 40.370 0    | 2010 | RASC                         | 2a                           | DSP                          | auch NP Kejimkujik                                                                                                 |
| Killarney Provincial Park                                     | Ontario                        |      | 485 0       | 2018 | RASC                         | 2a                           | DSP                          | Etwa 100 km südsüdwestlich von Sudbury, am Nordufer der Georgian Bay                                               |
| Kouchibouguac Dark Sky Preserve                               | New Brunswick                  |      | 23.920 0    | 2009 | RASC                         | 2a                           | DSP                          | auch NP Kouchibouguac                                                                                              |
| Lake Superior Provincial Park                                 | Ontario                        |      | 155,6       | 2018 | RASC                         | 2a                           | DSP                          | Etwa 120 km nordnordwestlich von Sault Ste. Marie im Algoma District, am Ostufer des Lake Superiors                |
| Lakeland Provincial Park and Recreation Area                  | Alberta                        |      | 57 0        | 2016 | RASC                         | 2a                           | DSP                          | Etwa 30 km ostsüdöstlich von Lac La Biche im Lac La Biche County                                                   |
| Manitoulin Eco Park                                           | Ontario                        |      | 108 0       | 2008 | RASC                         | 4b                           | DSP                          | im Westen des Township Tehkummah auf Mantioulin Island, ehemals benannt als Gordon’s Park                          |
| McDonald Park Dark Sky Preserve                               | British Columbia               |      | 2.225 0     | 2003 | RASC                         | 4a                           | DSP                          | Astropark der Fraser Valley Astronomers Society (FVAS) im McDonald Park, Abbotsford                                |
| Mont-Mégantic International Dark Sky Reserve                  | Québec                         |      | 5.845 0     | 2007 | IDA                          | 1                            | DSP                          | für das Observatoire du Mont Mégantic, IDA-IDSP Silber 2009; enthält PP/PN/IBA Mont-Mégantic mit NR Samuel-Brisson |
| Mount Carleton Dark Sky Preserve                              | New Brunswick                  |      | 17.427 0    | 2009 | RASC                         | 2a                           | DSP                          | auch PP Mount Carleton                                                                                             |
| North Frontenac Township                                      | Ontario                        |      | –o.A.–      | 2013 | RASC                         | 6                            | DSP                          | erste Dark Sky Community Kanadas                                                                                   |
| Old Man on His Back Prairie and Heritage Conservation Area    | Saskatchewan                   |      | 53 0        | 2015 | RASC                         | 2c                           | NP                           | Etwa 200 km südwestlich von Swift Current, in der Rural Municipality of Frontier No. 19                            |
| Point Pelee Dark Sky Preserve                                 | Ontario                        |      | 2.000 0     | 2006 | RASC                         | 2a                           | DSP                          | NP Point Pelee und Umgebung                                                                                        |
| Spruce Woods Provincial Park                                  | Manitoba                       |      | 2.690 0     | 2022 | RASC                         | 2a                           | DSP                          | Etwa 30 km nordwestlich von Brandon                                                                                |
| Terra-Nova-Nationalpark                                       | Neufundland und Labrador       |      | 403 0       | 2018 | RASC                         | 2a                           | DSP                          | Etwa 140 km nordwestlich von St. John’s                                                                            |
| Torrance Barrens Dark Sky Reserve                             | Ontario                        |      | 1.990 0     | 1999 | RASC                         | 2a                           | DSP                          | auch CR Torrance Barrens, erstes ausdrückliches Schutzgebiet weltweit                                              |
| Wood Buffalo Dark Sky Reserve                                 | Alberta / Nordwest-Territorien |      | 4.400.000 0 | 2013 | RASC                         | 2a                           | DSP                          | auch WHS/NP Wood Buffalo                                                                                           |
| 27                                                            | gesamt                         | ca.  | 5.779.830 0 |      | … ≈ 0,6 % der Fläche Kanadas | … ≈ 0,6 % der Fläche Kanadas | … ≈ 0,6 % der Fläche Kanadas | … ≈ 0,6 % der Fläche Kanadas                                                                                       |
| Quellen und Stand: IUCN-DSAG, Aug. 2013; RASC-LPAC, Okt. 2022 |                                |      |             |      |                              |                              |                              | |